# Europamästerskapet i basket för damer 1938
Europamästerskapet i basket för damer 1938 spelades i Rom, Italien och var den första EM-basketturneringen som avgjordes för damer. Turneringen spelades mellan den 12 och 16 oktober 1938 och totalt deltog fem lag i turneringen där hemmanationen Italien blev Europamästare före Litauen och Polen.

## Kvalificerade länder
- Italien (som arrangör)
- Frankrike
- Litauen
- Polen
- Schweiz

## Gruppspelet

### Spelsystem
De fem lagen som var med i EM spelade i en enkelserie där alla lagen mötte alla en gång var där en seger i en match gav två poäng och förlust gav en poäng.

### Matcher
| oktober 1938 | Italien | 34 – 18 | Frankrike | Rom |
| oktober 1938 |         |         |           | Rom |

| oktober 1938 | Polen | 24 – 21 | Litauen | Rom |
| oktober 1938 |       |         |         | Rom |

| oktober 1938 | Frankrike | 43 – 18 | Schweiz | Rom |
| oktober 1938 |           |         |         | Rom |

| oktober 1938 | Litauen | 23 – 21 | Italien | Rom |
| oktober 1938 |         |         |         | Rom |

| oktober 1938 | Italien | 27 – 19 | Polen | Rom |
| oktober 1938 |         |         |       | Rom |

| oktober 1938 | Litauen | 28 – 10 | Schweiz | Rom |
| oktober 1938 |         |         |         | Rom |

| oktober 1938 | Polen | 34 – 6 | Schweiz | Rom |
| oktober 1938 |       |        |         | Rom |

| oktober 1938 | Litauen | 20 – 14 | Frankrike | Rom |
| oktober 1938 |         |         |           | Rom |

| oktober 1938 | Polen | 24 – 19 | Frankrike | Rom |
| oktober 1938 |       |         |           | Rom |

| oktober 1938 | Italien | 58 – 8 | Schweiz | Rom |
| oktober 1938 |         |        |         | Rom |

### Tabell
| Plats | Nation    | Spelade | Vinster | Förluster | Mål      | Målskillnad | Poäng |
| --- | --------- | ------- | ------- | --------- | -------- | ----------- | ----- |
| 1 | Italien   | 4       | 3       | 1         | 140 – 68 | +72         | 7     |
| 2 | Litauen   | 4       | 3       | 1         | 92 – 69  | +23         | 7     |
| 3 | Polen     | 4       | 3       | 1         | 101 – 73 | +28         | 7     |
| 4 | Frankrike | 4       | 1       | 3         | 94 – 96  | -2          | 5     |
| 5 | Schweiz   | 4       | 0       | 4         | 42 – 163 | -121        | 4     |
| Inbördes möten avgör placering när tre lag hamnar på samma poäng Italien besegrade Polen med 27-19 (+8 poäng), Polen besegrade Litauen med 24-21 (+3 poäng) och Litauen besegrade Italien med 23-21 (+2 poäng), vilket gjorde att Italien fick +6, Litauen -1 och Polen -5 i inbördes möten |           |         |         |           |          |             |       |

| Europamästare: Italiens första EM-titel |

## Slutplaceringar
| 1 | Italien   |
| 2 | Litauen   |
| 3 | Polen     |
| 4 | Frankrike |
| 5 | Schweiz   |